# Frigg
 For alternative betydninger, se Frigg (flertydig). (Se også artikler, som begynder med Frigg)
Frigg (norrønt Frigg) er Odins hustru i den nordiske mytologi. I litteraturen beskrives hun som Odins ligeværdige, når det gælder viden om verdens skæbne, men modsat ham tier hun. Kun i digtet Baldrs draumar skildres Frigg som aktivt handlende i forsøget på at ændre skæbnens gang, da hun først beder alle ting i verden skåne sin søn Balder og siden, da det mislykkedes, at græde for ham. Pga. hendes visdom søger Odin ofte hendes råd i vanskelige beslutninger. Hun er mor til Balder, Hermod og Høder og datter af Fjørgyn, hun ejer hesten Hovvarpner og bor i huset Fensale (der betyder ’’Mosesalen’’). Frigg har flere tjenere, de vigtigste er Fulla, der er hendes tjenestepige og Gna, som er hendes sendebud.
Frigg kan genfindes i jernalderens sydgermansk religion som Frija eller Frea, men da kildematerialet til religionen i denne periode er langt mere sporadisk end til vikingetidens i Norden, så er det usikkert i hvor høj grad de ligner hinanden. I Norden blev Frigg bl.a. opfattet som gudinde for ægteskabet. Kilderne tyder på, at hun blev tilbedt i forbindelse med fødsler og hvis mødre havde brug for beskyttelse af deres børn, specielt drenge, der drog i krig. Herudover stod hun som beskytter og hjælper ved traditionelt kvindearbejde, som vævning, syning, madlavning o.l. I flere myter beskrives gudinderne Frigg og Freja på næsten samme måde. Det har ført til spekulationer om, at de oprindelig måske har været samme gud. I de nordiske kilder bliver Frigg hovedsageligt relateret til den ægteskabelige og moderlige kærlighed, mens Freja knyttes til den sensuelle kærlighed og frugtbarhed. Ugedagen fredag er opkaldt efter Frigg.

## Etymologi
Den nordiske variant Frigg genfindes muligvis i sydgermansk mytologi som Frija eller Frea, samt oldsaksisk Fri og angelsaksisk Frig. Disse navne er alle afledte af det protogermanske Frijjō, der er beslægtet med prīyā́ fra Sanskrit, der betyder "hustru." Navnet er også beslægtet med ordet fri ("at foreslå ægteskab") fra moderne dansk og med islandsk frjá, der betyder "at elske." Friggs navn betyder således "den kærlig/elskede (hustru)". Det at hendes navn etymologisk stammer fra et ord med betydningen at elske, kan betyde, at hun oprindeligt har været en kærlighedsgudinde.

## Karakteristik
Kilderne til Frigg er sparsomme, men i dem, der findes, beskrives hun som Odins hustru og den den fremmeste af asynjer. Hun er Odins ligeværdige i relation til visdom og har kendskab til menneskenes skæbner; men i modsætning til sin mand, tier hun. Friggs status fremgår f.eks. af prosaindledningen til digtet Grímnismál, hvor hun i lighed med Odin knyttes til kongemagten. Kilderne viser også, at hun blev opfattet som ægteskabets og moderskabets gud. Moderrollen kommer tydeligst frem i myterne omkring Balders død; da det var blevet spået at Balder skulle dø, fik Frigg alle levende væsner, herunder planter og dyr, til at love, at de ikke ville skade ham:
Våben og træ sårer ikke Balder,
ed har de svoret mig alle sammen.
Den eneste, der ikke blev taget i ed, var misteltenen, fordi Frigg syntes den var for ung. Den rykkede Loke op og lokkede Balders bror, den blinde Höd, til at skyde en pil af misteltenen. Pilen dræbte Balder. Den fortvivlede Frigg fik fremtvunget af Hel, at hvis alle levende væsener ville græde over Balders død, ville han få lov at vende tilbage fra Hel. Og alle levende væsener brast i gråd, kun ikke en gammel kone, der sad i en hule og hed Tøk - men i virkeligheden var Loke i forklædning. Da de bad Tøk være med til at græde over Balder, svarede hun: "Tøk skal græde tørre tårer over Balders død! Lad Hel beholde, hvad hun har!"  Balder var dermed dømt til at blive i Hel til Ragnarok. Rollen som sørgende mor er en parallel til de sørgende gudinder fra Mellemøsten - Ishtar, Isis og jomfru Maria.
Der er imidlertid ældre levn, der tyder på, at hun tidligere ikke kun har været opfattet som modergudinde, men i stedet har haft en mere udvidet betydning som kærlighedsgudinde eller frugtbarhedsgudinde generelt. F.eks. fremgår det af navnet fredag, at man i det sydgermanske område sammenlignede Frigg med Venus og ikke Juno, der i den romerske mytologi var moderskabets gud. Anne Holtsmark mener, at det kunne tyde på, at hun har skiftet funktion. Et andet levn er navnet på hendes bolig, "Fensale", der ud fra betydningen af engelsk fen kan oversættes med "Mosesalen" eller "Sumpsalen". Det kan tolkes som et levn fra en gammel forbindelse mellem hende og de frugtbarhedsgudinder, der i den germanske kultur var knyttet til vådområder. Gro Steinsland foreslår, at det måske har været hende, man ofrede til i mosen i jernalderen.
Trods sin rolle som modergudinde beskrives Frigg nogle steder som både utro og løsagtig, bl.a. i Lokasenna og i Gesta Danorum af Saxo. De elskere som Frigg forbindes med i forskellige historier, bærer dog ofte navne, der enten er kendte Odinsnavne eller afledninger af det, eller også er de hans egne brødre Vile og Ve (dvs. emanationer af ham selv). Saxo fortæller om en Mithotyn, der måske betyder "med Odin". Han beskrives nærmest som Friggs stedfortrædende samlever, når Odin er ude på rejse. Denne historie kan være et levn fra en ældre mytologisk forestilling, der var relateret til årstidsskift, en mulig til parallel ægteskabet mellem Freja og Od.
Friggs hof omfatter gudinderne Sága, Eir, Fulla, Sjöfn, Lofn, Sýn, Hlin, Snotra (= den vise), Sól og Gná. Nogle af disse figurer kan være aspekter af gudinden selv, f.eks. Sága (Søger)  og Hlín, som var menneskenes beskytter, mens andre er personifikationer af egenskaber eller fænomener, f.eks. Sól (Solen). To af dem har en mere selvstændig rolle i myterne: Ternen Fulla, der bærer Friggs skrin og er indviet i alle Friggs hemmeligheder, og Gná, der er Friggs budbringer og rider på hesten Hofvarpner. Denne hest rider lige så godt over land som i luften og på vandet.
Friggs oprindelse er usikker. I Lokasenna omtales Frigg som Fjorgyns mær, hvad der kan oversættes både som "datter" og "mø, pige". Hun blev gift med Odin i forbindelse med afslutningen på krigen mellem aser og vaner.
Der findes kun få spor efter dyrkelse af hende i nordiske stednavne. I svensk folketro kaldes Orions bælte for Friggerocken, dvs. "Frikks spinderokhoved" ("rok" var i gammel tid den kæp, man fæstede spindematerialet til [engelsk distaff], ikke spindehjulet, der snurrer tråden). Dette stammer nok fra førkristen tid, som et af de spredte spor af Nordens astronomiske mytologi med "Marias spinderok" som en senere, kristen variant af navnet. Frigg blev tilsyneladende dyrket sammen med de øvrige asynjer, som én blandt mange. Men i de litterære kilder, skrevet af mænd, står de kvindelige guder ofte i skyggen af deres ægtemænd, så det er meget usikkert hvor stor betydning gudinderne reelt havde i religionen.

## Forbindelser mellem Frigg og Freja
Frigg er den mest prominente af asynjerne, mens Freja er det blandt vanerne. De tilhører således to forskellige gudeslægter. Alligevel er der mange paralleller mellem dem, hvilket af flere er blevet tolket som en indikation på, at de tidligere har været den samme guddom[kilde mangler]. Nogle af parallellerne er; at de begge ejer en falkeham; at mens Frigg er gift med Odin, så er Freja gift med Óðr, der kan være et aspekt af Odin; at de begge ejer en særlig halskæde; at Frigg er barn af en personikation af jorden, mens Freja som frugtbarhedsgudinde er særligt knyttet til jorden; at de begge blev påkaldt i forbindelse med fødsler. Det at Friggs identitet i det bevarede kildemateriale forbliver dunkel ved siden af Frejas langt større rolle har for nogle forstærket mistankerne om deres fælles ophav. Det samme har det forhold, at selv om Frigg blev opfattet som ægteskabets beskytter, er hendes rolle ikke ukompliceret, fx lever hun ikke sammen med sin ægtemand, men har sin egen bolig, ligesom hun tillægges flere udenomsægteskabelige forhold.[kilde mangler]
Indenfor religionsvidenskaben har der længe været en debat om det, hvor der både har været fremført argumenter for og imod idéen, uden at man har kunnet opnå en generel enighed. Nogle af argumenterne bygger på sproghistoriske forhold, andre på den kendsgerning, at Freja udelukkende kendes fra det det nordgermanske og ikke fra det sydgermanske område; det kunne tyde på, at frugtbarhedsgudinden i nogle områder var blevet splittet ud på to figurer. Andre har fremført det argument, at Frigg og Freja sammen med en tredje gudinde engang har udgjort en Gudetriade, hvor de enkelte gudinder hver især er blevet indentificeret med tre forskellige livsaldre i en kvindes liv (den tredje kan fx have været Hnoss eller Idun). Dette synspunkt er dog ikke alment accepteret, da hverken Friggs eller Frejas funktionsområder passer med det, der kendes fra andre indoeuropæiske triader af gudinder; fx romerske og keltiske.[kilde mangler]
Et andet argument imod teorien om fælles ophav er, at de to oprindeligt har været lignende gudinder fra forskellige panteoner, der har lånt en række forskeliige attributter og funktioner fra hinanden. Det kendes fra flere græske, romerske og egyptiske guddomme i den hellenistiske periode. Denne hypotese forudsætter imidlertid, at opdelingen mellem asernes og vanernes slægter i den nordiske mytologi er resultatet af en sammensmeltning mellem to forskellige mytologier i forhistorisk tid. Det er der dog langt fra enighed om indenfor forskningen.[kilde mangler]

## Toponymer
Flere steder i Norden findes der stednavne, der indeholder Friggs navn. Det bliver i reglen anset som en indikation på, at en gud blev dyrket på stedet, når dets navn indeholder gudens navn. I Västergötland findes fx en sted, der kaldes Friggeråker. Et engelsk charter fra 936 e.v.t. omtaler navnet Frigedoone, hvilket betyder "Frigs dal". Det kan være identisk med Friden i Derbyshire, England. Byerne Froyle ("Friggs høj") og Freefolk ("Friggs folk") i Hampshire, England, kan også være opkaldt efter Frigg.

## Frigg i folkloren
Dyrkelsen af Frigg ophørte i forbindelse med religionsskiftet, men i lighed med de andre nordiske guder levede hun videre i folkloren mange steder i Norden. Ifølge folkloren i den sydlige Småland var Frigg eller Frigge Thore-Guds hustru (Thor), og torsdag aften skulle man tage sig i agt for at røre ved spinderokken, da Thore-Gud og Frigge kunne komme på besøg for at låne den. Friggs spinderok har i nordisk kultur givet navn til tre stjerner der dannner Orions bælte, som indtil fornylig stadig blev kaldt Friggerocken eller Friggetenen i store dele af Götaland.